# Roman (Kymowycz)
Roman, imię świeckie Dmytro Dmytrowycz Kymowycz (ur. 14 października 1971 w Płoskim na Bukowinie) – biskup Ukraińskiego Kościoła Prawosławnego Patriarchatu Moskiewskiego.

## Życiorys
Wieczyste śluby mnisze złożył w ławrze Poczajowskiej, tam też został wyświęcony na kapłana. W monasterze pełnił funkcję regenta chóru. W 2007 został namiestnikiem monasteru Narodzenia Matki Bożej w Horodyszczu. Nominowany na biskupa konotopskiego i głuchowskiego na posiedzeniu Świętego Synodu Ukraińskiego Kościoła Prawosławnego 20 lipca 2012, 22 lipca 2012 przyjął chirotonię biskupią z rąk konsekratorów: metropolity kijowskiego i całej Ukrainy Włodzimierza, metropolitów wyszhorodzkiego i czarnobylskiego Pawła i poczajowskiego Włodzimierza, arcybiskupów Antoniego, jahodyńskiego Serafina, perejasławsko-chmielnickiego i wiszniewskiego Aleksandra, biskupów aleksandryjskiego i swietłowodzkiego Antoniego, wasylkowskiego Pantelejmona, szepetowskiego i sławuckiego Dionizego.
W 2017 r. otrzymał godność arcybiskupa. Natomiast 17 sierpnia 2022 r. została mu nadana godność metropolity.